# Open de Tenis Comunidad Valenciana 2005 - Qualificazioni singolare
Le qualificazioni del singolare  dell'Open de Tenis Comunidad Valenciana 2005 sono state un torneo di tennis preliminare per accedere alla fase finale della manifestazione. I vincitori dell'ultimo turno sono entrati di diritto nel tabellone principale. In caso di ritiro di uno o più giocatori aventi diritto a questi sono subentrati i lucky loser, ossia i giocatori che hanno perso nell'ultimo turno ma che avevano una classifica più alta rispetto agli altri partecipanti che avevano comunque perso nel turno finale.
Le qualificazioni del torneo Open de Tenis Comunidad Valenciana 2005 prevedevano 32 partecipanti di cui 4 sono entrati nel tabellone principale.

## Teste di serie
1. Alexander Waske (secondo turno)
2. Alessio Di Mauro (secondo turno)
3. Francesco Aldi (secondo turno)
4. Novak Đoković (Qualificato)

1. Tomas Tenconi (primo turno)
2. Albert Portas (secondo turno)
3. Tobias Summerer (primo turno)
4. Daniel Elsner (primo turno)

## Qualificati
1. Federico Luzzi
2. Michael Berrer

1. Iván Navarro
2. Novak Đoković

## Tabellone

### Legenda
| - Q = Qualificato - WC = Wild card - LL = Lucky loser | - ALT = Alternate - SE = Special Exempt - PR = Protected Ranking | - w/o = Walkover - r = Ritirato - d = Squalificato |

### Sezione 1
|  | Primo turno    | Primo turno               | Primo turno            | Primo turno | Primo turno |  |  | Secondo turno          | Secondo turno          | Secondo turno   | Secondo turno | Secondo turno |   |   | Ultimo turno   | Ultimo turno   | Ultimo turno | Ultimo turno | Ultimo turno |  |
|  |                |                           |                        |             |             |  |  |                        |                        |                 |               |               |   |   |                |                |              |              |              |  |
|  | 1              | Alexander Waske           | 3                      | 7           | 6           |  |  |                        |                        |                 |               |               |   |   |                |                |              |              |              |  |
|  |                | Francisco Fogues-Domenech | 6                      | 62          | 4           |  |  | 1                      | Alexander Waske        | Alexander Waske | 1             | 4             |   |   |                |                |              |              |              |  |
|  | Federico Luzzi | Federico Luzzi            | Federico Luzzi         | 6           | 6           |  |  |                        | Federico Luzzi         | Federico Luzzi  | 6             | 6             |   |   |                |                |              |              |              |  |
|  | Andy Murray    | Andy Murray               | Andy Murray            | 3           | 3           |  |  |                        |                        |                 |               |               |   |   | Federico Luzzi | Federico Luzzi | 6            | 1            | 7            |  |
|  | Júlio Silva    | Júlio Silva               | Júlio Silva            | 6           | 6           |  |  |                        |                        | Júlio Silva     | Júlio Silva   | 3             | 6 | 5 |                |                |              |              |              |  |
|  | David Marrero  | David Marrero             | David Marrero          | 4           | 4           |  |  | Júlio Silva            | Júlio Silva            | 5               | 6             | 6             |   |   |                |                |              |              |              |  |
|  |                | Frank Condor-Fernandez    | Frank Condor-Fernandez | 6           | 6           |  |  | Frank Condor-Fernandez | Frank Condor-Fernandez | 7               | 4             | 0             |   |   |                |                |              |              |              |  |
|  | 5              | Tomas Tenconi             | Tomas Tenconi          | 4           | 4           |  |  |                        |                        |                 |               |               |   |   |                |                |              |              |              |  |

### Sezione 2
|  | Primo turno         | Primo turno         | Primo turno         | Primo turno | Primo turno |  |  | Secondo turno    | Secondo turno    | Secondo turno    | Secondo turno    | Secondo turno |   |    | Ultimo turno   | Ultimo turno   | Ultimo turno   | Ultimo turno | Ultimo turno |  |
|  |                     |                     |                     |             |             |  |  |                  |                  |                  |                  |               |   |    |                |                |                |              |              |  |
|  | 2                   | Alessio Di Mauro    | Alessio Di Mauro    | 6           | 6           |  |  |                  |                  |                  |                  |               |   |    |                |                |                |              |              |  |
|  |                     | Jurij Ščukin        | Jurij Ščukin        | 3           | 4           |  |  | 2                | Alessio Di Mauro | 3                | 6                | 3             |   |    |                |                |                |              |              |  |
|  | Michael Berrer      | Michael Berrer      | Michael Berrer      | 6           | 6           |  |  |                  | Michael Berrer   | 6                | 0                | 6             |   |    |                |                |                |              |              |  |
|  | Didac Perez-Minarro | Didac Perez-Minarro | Didac Perez-Minarro | 1           | 3           |  |  |                  |                  |                  |                  |               |   |    | Michael Berrer | Michael Berrer | Michael Berrer | 6            | 7            |  |
|  | Denis Gremelmayr    | Denis Gremelmayr    | Denis Gremelmayr    | 6           | 6           |  |  |                  |                  | Julian Knowle    | Julian Knowle    | Julian Knowle | 0 | 63 |                |                |                |              |              |  |
|  | Mikhail Karpol      | Mikhail Karpol      | Mikhail Karpol      | 3           | 3           |  |  | Denis Gremelmayr | Denis Gremelmayr | Denis Gremelmayr | Denis Gremelmayr | 4r            |   |    |                |                |                |              |              |  |
|  |                     | Julian Knowle       | 7                   | 5           | 6           |  |  | Julian Knowle    | Julian Knowle    | Julian Knowle    | Julian Knowle    | 6             |   |    |                |                |                |              |              |  |
|  | 7                   | Tobias Summerer     | 5                   | 7           | 4           |  |  |                  |                  |                  |                  |               |   |    |                |                |                |              |              |  |

### Sezione 3
|  | Primo turno             | Primo turno                  | Primo turno                  | Primo turno | Primo turno |  |  | Secondo turno | Secondo turno       | Secondo turno       | Secondo turno | Secondo turno |   |   | Ultimo turno        | Ultimo turno        | Ultimo turno | Ultimo turno | Ultimo turno |  |
|  |                         |                              |                              |             |             |  |  |               |                     |                     |               |               |   |   |                     |                     |              |              |              |  |
|  | 3                       | Francesco Aldi               | Francesco Aldi               | 7           | 6           |  |  |               |                     |                     |               |               |   |   |                     |                     |              |              |              |  |
|  |                         | Tejmuraz Gabašvili           | Tejmuraz Gabašvili           | 5           | 0           |  |  | 3             | Francesco Aldi      | Francesco Aldi      | 5             | 1             |   |   |                     |                     |              |              |              |  |
|  | Oscar Serrano-Gamez     | Oscar Serrano-Gamez          | 5                            | 6           | 6           |  |  |               | Oscar Serrano-Gamez | Oscar Serrano-Gamez | 7             | 6             |   |   |                     |                     |              |              |              |  |
|  | Pablo Andújar           | Pablo Andújar                | 7                            | 2           | 1           |  |  |               |                     |                     |               |               |   |   | Oscar Serrano-Gamez | Oscar Serrano-Gamez | 6            | 4            | 4            |  |
|  | Iván Navarro            | Iván Navarro                 | 6                            | 3           | 6           |  |  |               |                     | Iván Navarro        | Iván Navarro  | 4             | 6 | 6 |                     |                     |              |              |              |  |
|  | Guillem Burniol-Teixido | Guillem Burniol-Teixido      | 4                            | 6           | 2           |  |  |               | Iván Navarro        | Iván Navarro        | 6             | 6             |   |   |                     |                     |              |              |              |  |
|  | 6                       | Albert Portas                | Albert Portas                | 6           | 6           |  |  | 6             | Albert Portas       | Albert Portas       | 2             | 3             |   |   |                     |                     |              |              |              |  |
|  |                         | Jose-Antonio Sanchez-De Luna | Jose-Antonio Sanchez-De Luna | 3           | 2           |  |  |               |                     |                     |               |               |   |   |                     |                     |              |              |              |  |

### Sezione 4
|  | Primo turno             | Primo turno             | Primo turno             | Primo turno | Primo turno |  |  | Secondo turno        | Secondo turno        | Secondo turno | Secondo turno      | Secondo turno      |                    |    | Ultimo turno | Ultimo turno  | Ultimo turno  | Ultimo turno  | Ultimo turno |  |
|  |                         |                         |                         |             |             |  |  |                      |                      |               |                    |                    |                    |    |              |               |               |               |              |  |
|  | 4                       | Novak Đoković           | Novak Đoković           | 6           | 7           |  |  |                      |                      |               |                    |                    |                    |    |              |               |               |               |              |  |
|  |                         | Juan Antonio Marín      | Juan Antonio Marín      | 3           | 5           |  |  | 4                    | Novak Đoković        | 65            | 6                  | 6                  |                    |    |              |               |               |               |              |  |
|  | Jakub Herm-Zahlava      | Jakub Herm-Zahlava      | Jakub Herm-Zahlava      | 6           | 6           |  |  |                      | Jakub Herm-Zahlava   | 7             | 4                  | 4                  |                    |    |              |               |               |               |              |  |
|  | Miguel-Angel Lopez Jaen | Miguel-Angel Lopez Jaen | Miguel-Angel Lopez Jaen | 2           | 2           |  |  |                      |                      |               |                    |                    |                    |    | 4            | Novak Đoković | Novak Đoković | Novak Đoković | 2            |  |
|  | Jan Frode Andersen      | Jan Frode Andersen      | 65                      | 6           | 6           |  |  |                      |                      |               | Jan Frode Andersen | Jan Frode Andersen | Jan Frode Andersen | 1r |              |               |               |               |              |  |
|  | Galo Blanco             | Galo Blanco             | 7                       | 4           | 4           |  |  | Jan Frode Andersen   | Jan Frode Andersen   | 6             | 2                  | 6                  |                    |    |              |               |               |               |              |  |
|  |                         | Daniel Gimeno Traver    | 6                       | 5           | 6           |  |  | Daniel Gimeno Traver | Daniel Gimeno Traver | 4             | 6                  | 2                  |                    |    |              |               |               |               |              |  |
|  | 8                       | Daniel Elsner           | 0                       | 7           | 3           |  |  |                      |                      |               |                    |                    |                    |    |              |               |               |               |              |  |